# Cadencia de tiro

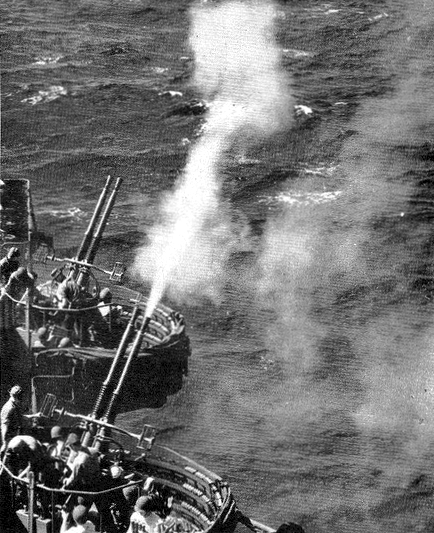
La cadencia de tiro de las armas antiaéreas proporciona un volumen de fuego defensivo frente a los ataques aéreos.

La cadencia de tiro es el volumen de fuego o la cantidad de proyectiles disparados por un arma por unidad de tiempo.
La cadencia de tiro en un arma depende del mecanismo de retroceso, su sistema de alimentación de proyectiles en la recámara y del sistema de enfriamiento.
Se dice que un arma tiene mayor cadencia de tiro cuando es capaz de disparar un mayor número de proyectiles por minuto.

Se especifica usualmente en “disparos por minuto” (DPM) o en su variante en inglés round per minute (RPM)
| Arma               | Cadencia      |
| ------------------ | ------------- |
| Heckler & Koch MP5 | 700-900 DPM   |
| FN FAL             | 700 DPM       |
| Fusil M16          | 700-950 DPM   |
| AK-47              | 540-650 DPM   |
| PPSh-41            | 900-1250 DPM  |
| MG 42              | 1200-1600 DPM |